# Allotrochosina
Allotrochosina is een geslacht van spinnen uit de familie wolfspinnen (Lycosidae).

## Soorten
De volgende soorten zijn bij het geslacht ingedeeld:
- Allotrochosina karri Vink, 2001
- Allotrochosina schauinslandi (Simon, 1899)
- Allotrochosina walesiana Framenau, 2008